# Ophrida kuning
Ophrida kuning es una especie de insecto coleóptero de la familia Chrysomelidae. Fue descrita en 2000 por Mohamedsaid & Barroga.